# Lauren Cohan

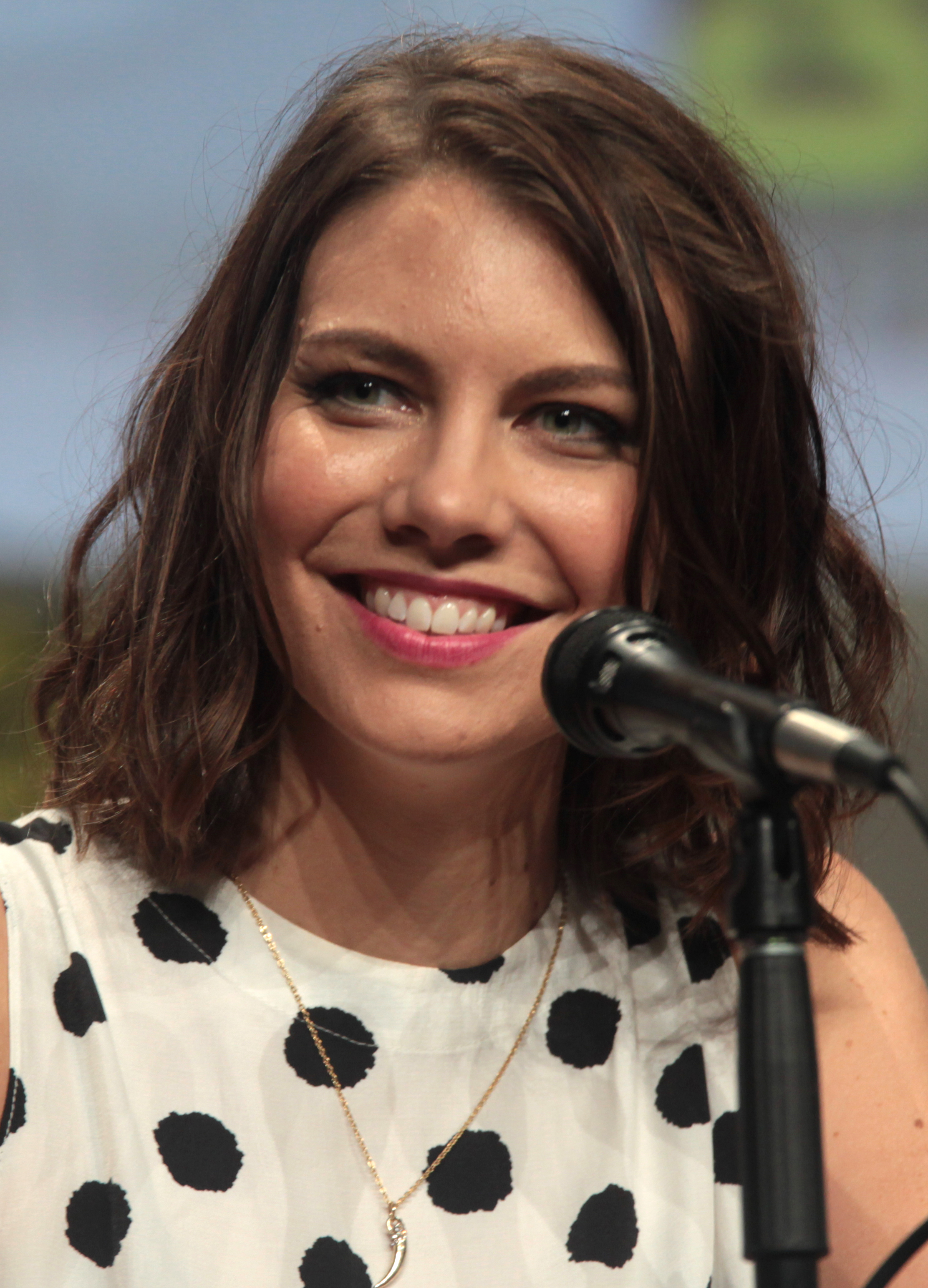
Lauren Cohan (2014)

Lauren Cohan (ur. 7 stycznia 1982 w Cherry Hill) – amerykańsko-brytyjska aktorka filmowa i telewizyjna.

## Życiorys

### Wczesne lata
Urodziła się jako Lauren Storholm w Stanach Zjednoczonych, w Cherry Hill w New Jersey. Jej ojciec jest Amerykaninem, a matka Szkotką. Przez jeden rok mieszkała także w Georgii. Wychowywała się w New Jersey do 13 roku życia, kiedy jej rodzina przeprowadziła się do Wielkiej Brytanii i osiadła w Surrey.
Od piątego roku życia była wychowywana w wierze judaistycznej, którą przyjęła jej matka po ślubie z ojczymem aktorki, od którego wywodzi się także jej obecne nazwisko – Cohan. Uczęszczała do szkoły hebrajskiej, przeszła też swoją uroczystość bat micwa.
Ukończyła studia z zakresu aktorstwa i literatury angielskiej na King Alfred's College w Winchester (obecnie University of Winchester), zajęła się aktorstwem w ramach założonej jeszcze na uczelni grupy artystycznej, występując w Londynie i Los Angeles.

### Kariera
W filmie debiutowała w 2005 roku, otrzymała wówczas niewielką rolę w Casanovie u boku m.in. Heatha Ledgera. Rok później wcieliła się w postać Charlotte Higginson w sequelu filmu Wieczny student.
W 2007 roku wystąpiła w roli epizodycznej w jednym z odcinków serialu Moda na sukces, a następnie otrzymała swoją pierwszą ważną rolę drugoplanową w trzecim sezonie Nie z tego świata – wcieliła się w postać złodziejki Beli Talbot, która pojawiła się w sześciu odcinkach.
W 2010 roku wystąpiła w kilku serialach telewizyjnych, jednak w rolach epizodycznych. W lutym tego samego roku stała się częścią obsady filmu Death Race 2. Rok później wcieliła się w postać 560-letniej kobiety wampir Rose w serialu Pamiętniki wampirów, a także Vivian McArthur Volkoff przez 5 odcinków w serialu Chuck.
Również w 2011 roku wystąpiła w pilocie pt. Heavenly, w którym wcieliła się w rolę głównej bohaterki, prawniczki Lily. Nie zdecydowano się jednak kontynuować produkcji serialu.
W kwietniu 2011 roku dołączyła do głównej obsady produkcji Żywe trupy, wcielając się w postać Maggie Greene, która stała się najbardziej rozpoznawalną rolą Lauren Cohan. Bohaterka została wprowadzona w drugim sezonie serialu, a jej rola wzrosła w trzecim sezonie.
Przed pracami nad dziewiątym sezonem serialu doszło do problemów dotyczących porozumienia w sprawie wynagrodzenia dla Cohan. Aktorka zażądała podwyższenia pensji do poziomu bliższego tym, jakie mają męscy odtwórcy pozostałych głównych ról, Andrew Lincoln i Norman Reedus. Ostatecznie wystąpiła w pięciu odcinkach pierwszej połowy dziewiątego sezonu i odeszła z obsady serialu w 2018 roku. W październiku 2019 roku ogłoszono, że Lauren Cohan powróci do stałej obsady serialu w jego ostatnim, jedenastym sezonie.
Od 2023 roku, wspólnie z Jeffreyem Dean Morganem, występuje w serialu The Walking Dead: Dead City, którego jest także producentem wykonawczym.

## Życie prywatne
Aktorka dzieli swój czas między Londynem a Los Angeles.

## Filmografia
| Filmy |                                    |                                         |                         |                      |               |
| Rok   | Tytuł oryginalny                   | Tytuł polski                            | Rola                    | Uwagi                | Źr            |
| 2005  | The Quiet Assassin                 | –                                       | Alessia                 | film krótkometrażowy | [ 16 ] [ 17 ] |
| 2005  | Casanova                           | –                                       | siostra Beatrice        |                      | [ 16 ] [ 18 ] |
| 2006  | Van Wilder: The Rise of Taj        | Wieczny student 2                       | Charlotte Higginson     |                      | [ 16 ] [ 18 ] |
| 2008  | Float                              | –                                       | Emily Fulton            |                      | [ 16 ] [ 18 ] |
| 2010  | Young Alexander the Great          | –                                       | Leto                    |                      | [ 16 ] [ 19 ] |
| 2010  | Practical                          | –                                       | Lauren                  | film krótkometrażowy | [ 16 ] [ 19 ] |
| 2010  | Death Race 2                       | Wyścig śmierci 2                        | September Jones         |                      | [ 16 ] [ 18 ] |
| 2014  | Reach Me                           | Motywacja                               | Kate                    |                      | [ 16 ] [ 18 ] |
| 2016  | The Boy                            | –                                       | Greta Evans             |                      | [ 16 ] [ 18 ] |
| 2016  | Batman v Superman: Dawn of Justice | Batman v Superman: Świt sprawiedliwości | Martha Wayne            |                      | [ 16 ] [ 18 ] |
| 2017  | All Eyez on Me                     | –                                       | Leila Steinberg         |                      | [ 16 ] [ 18 ] |
| 2018  | Mile 22                            | Eskorta                                 | Alice Kerr              |                      | [ 16 ] [ 18 ] |
| 2022  | Catwoman: Hunted                   | –                                       | Julia Pennyworth (głos) |                      | [ 16 ] [ 18 ] |

| Produkcje telewizyjne |                                   |                                      |                                  |                                                                       |                            |
| Rok                   | Tytuł oryginalny                  | Tytuł polski                         | Rola                             | Uwagi                                                                 | Źr                         |
| 2007                  | The Bold and the Beautiful        | Moda na sukces                       | pracownica w Forrester Creations | odcinek: „Episode #1.4986”                                            | [ 16 ] [ 19 ]              |
| 2007–2008             | Supernatural                      | Nie z tego świata                    | Bela Talbot                      | 6 odcinków                                                            | [ 8 ] [ 16 ] [ 18 ] [ 20 ] |
| 2008                  | Valentine                         | –                                    | Joanna Clay                      | odcinek: „Pilot”                                                      | [ 16 ] [ 19 ]              |
| 2009                  | Life                              | Powrót do życia                      | Jackie Rolder                    | odcinek: „Initiative 38”                                              | [ 16 ]                     |
| 2010                  | Modern Family                     | Współczesna rodzina                  | recepcjonistka                   | odcinek: „Unplugged”                                                  | [ 16 ] [ 18 ]              |
| 2010                  | Cold Case                         | Dowody zbrodni                       | Rachel Malone '86                | odcinek: „One Fall”                                                   | [ 16 ] [ 18 ]              |
| 2010                  | CSI: NY                           | CSI: Kryminalne zagadki Nowego Jorku | Meredith Muir                    | odcinek: „Flag on the Play”                                           | [ 16 ] [ 18 ]              |
| 2010–2012             | The Vampire Diaries               | Pamiętniki wampirów                  | Rose                             | 6 odcinków                                                            | [ 16 ] [ 18 ] [ 20 ]       |
| 2011                  | Heavenly                          | –                                    | Lily                             | odcinek pilotażowy serialu telewizyjnego                              | [ 16 ] [ 19 ]              |
| 2011                  | Chuck                             | –                                    | Vivian McArthur Volkoff          | 5 odcinków                                                            | [ 16 ] [ 18 ]              |
| 2011–2018 2020–2022   | The Walking Dead                  | Żywe trupy                           | Maggie Greene                    | 106 odcinków, jedna z głównych ról                                    | [ 16 ] [ 18 ]              |
| 2012                  | Childrens Hospital                | –                                    | Lulu Pratt                       | odcinek: „British Hospital”                                           | [ 16 ] [ 19 ]              |
| 2013                  | Law & Order: Special Victims Unit | Prawo i porządek: sekcja specjalna   | Avery Jordan                     | odcinek: „Legitimate Rape”                                            | [ 16 ] [ 18 ]              |
| 2014                  | Archer                            | –                                    | Juliana Calderon (głos)          | 4 odcinki                                                             | [ 16 ] [ 18 ]              |
| 2014                  | Tim & Eric's Bedtime Stories      | –                                    | Stephanie                        | odcinek: „The Bathroom Boys”                                          | [ 16 ] [ 19 ]              |
| 2016                  | Lip Sync Battle                   | –                                    | (w roli samej siebie)            | odcinek: „Sonequa Martin-Green vs. Lauren Cohan”                      | [ 18 ]                     |
| 2016                  | The Mindy Project                 | Świat według Mindy                   | Ashley                           | 2 odcinki                                                             | [ 16 ] [ 18 ]              |
| 2017                  | Robot Chicken                     | –                                    | Maggie Greene (głos)             | odcinek: „The Robot Chicken Walking Dead Special: Look Who's Walking” | [ 16 ] [ 21 ]              |
| 2019                  | Whiskey Cavalier                  | –                                    | Francesca „Frankie” Trowbridge   | 13 odcinków                                                           | [ 16 ] [ 18 ] [ 20 ]       |
| 2021                  | Invincible                        | Niezwyciężony                        | Holly / War Woman (głos)         | odcinek: „It’s About Time”                                            | [ 16 ] [ 22 ]              |
| 2021                  | The Walking Dead: Origins         | –                                    | (w roli samej siebie)            | odcinek: „Maggie's Story”                                             | [ 18 ]                     |
| 2023                  | The Walking Dead: Dead City       | –                                    | Maggie Greene                    | 5 odcinków, także producent wykonawczy                                | [ 14 ] [ 16 ] [ 18 ]       |
|                       | Twilight of the Gods              | –                                    | Igne (głos)                      | nadchodzący serial                                                    | [ 16 ] [ 23 ]              |

| Gry wideo |                  |              |              |       |               |
| Rok       | Tytuł oryginalny | Tytuł polski | Rola         | Uwagi | Źr            |
| 2014      | Destiny          | –            | Exo Stranger |       | [ 16 ] [ 24 ] |